# Karol Kremski
Karol Kremski (właśc. Karol Piasecki, ur. 1855, zm. 6 lipca 1899 w Warszawie) – polski aktor teatralny, dyrektor teatrów prowincjonalnych.

## Kariera aktorska
Debiutował prawdopodobnie w zespole Feliksa Leona Stobińskiego w Łomży w sez. 1870/1871. Występował następnie w zespołach teatrów prowincjonalnych: Mieczysława Krauzego i Bolesława Kremskiego (1874), Czesława Teofila Janowskiego (1875), Feliksa Leona Stobińskiego (1881), Henryka Krauzego (1881), Aleksandra Myszkowskiego i Józefa Nowakowskiego (1883), Feliksa Ratajewicza (1884, 1894–1895), Kazimierza i Stanisława Sarnowskich (1885–1886), Romana Romanowicza (1898) i Leona Bogdanowicza (1898), a także w warszawskich teatrach ogródkowych: "Nowy Świat" i "Eldorado". Występował w rolach charakterystycznych, m.in. Pagatowicza (Grube ryby) i Majora (Damy i huzary).

## Zarządzanie zespołami teatralnymi
W lipcu 1881 r. samodzielnie kierował zespołem działowym w Janowie, a w sierpniu tego roku prowadził wspólnie z Bolesławem Kremskim zespół objazdowy, z którym odwiedził Opole Lubelskie, Garwolin i Żelechów. W latach 1882–1883 prowadził zespół samodzielnie. Występy odbywały m.in. się w Kibartach, Szczuczynie, Ostrołęce i Częstochowie. Od lat 1886–1887 wspólnie z Feliksem Ratajewiczem kierował zespołami działowymi w Koninie, Turku, Łowiczu i Łęczycy. W latach 1888–1891 oraz 1895-1896 ponownie prowadził własny zespół, wraz z którym występował w wielu miastach na prowincji.